# Федино (Красноярский край)
Федино — упразднённая деревня в Абанском районе Красноярского края России. На момент упразднения входила в состав Почетского сельсовета. Упразднена в 2001 году.

## География
Располагалась в восточной части Красноярского края, на левом берегу реки Бирюса, на расстоянии приблизительно 9 километров (по прямой) к северо-востоку от села Плахино.

## История
Основана в 1726 году. По данным на 1926 год деревня Федина состояла из 38 хозяйств. В административном отношении входила в состав Почетского сельсовета Абанского района Канского округа Сибирского края.

## Население
По данным переписи 1926 года в деревне проживало 282 человека (138 мужчин и 144 женщины), основное население — русские.